# Klocktorn

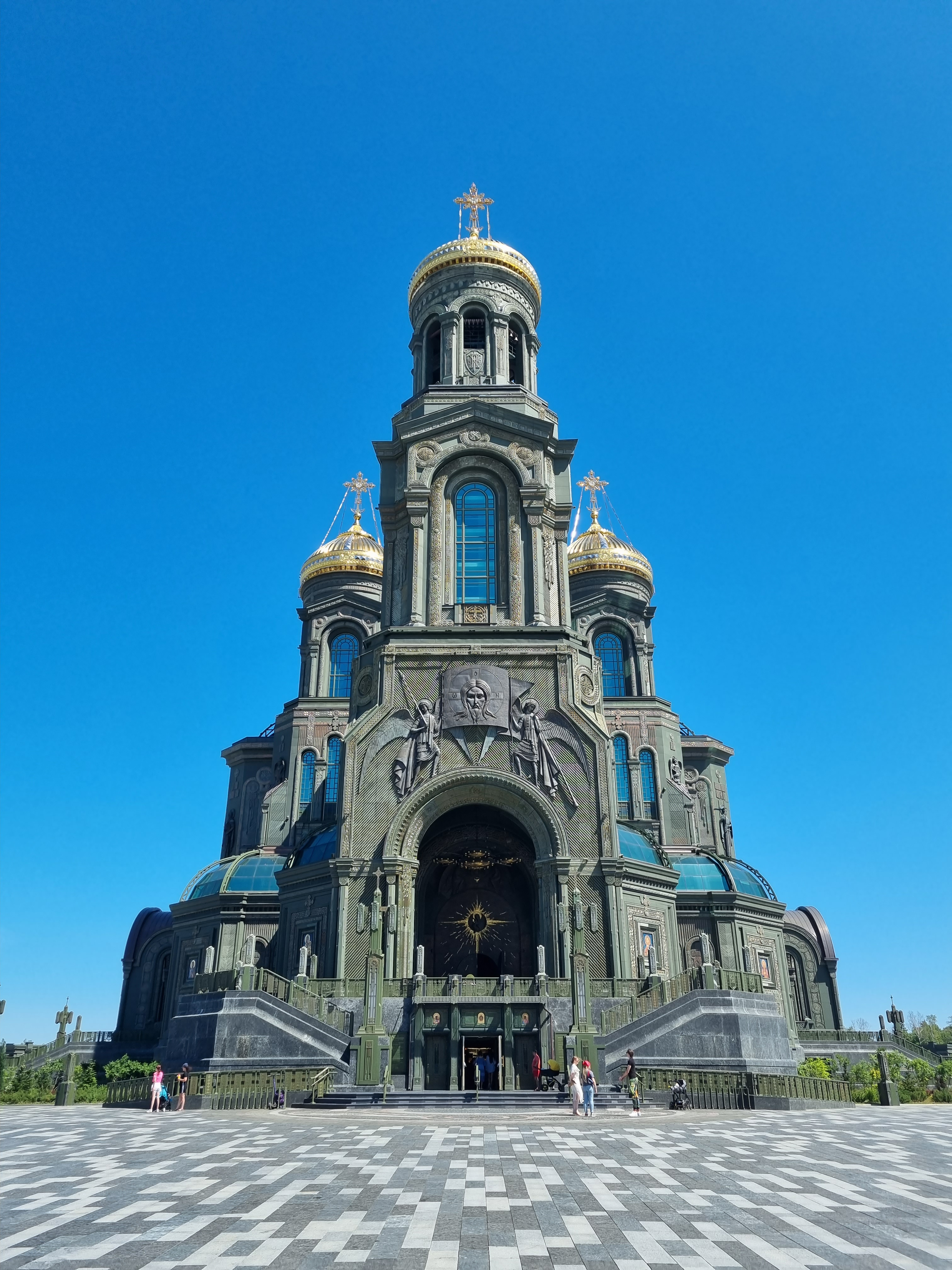
Huvudkatedralen för de ryska väpnade styrkornas klocktorn i Kubinka, Ryssland.

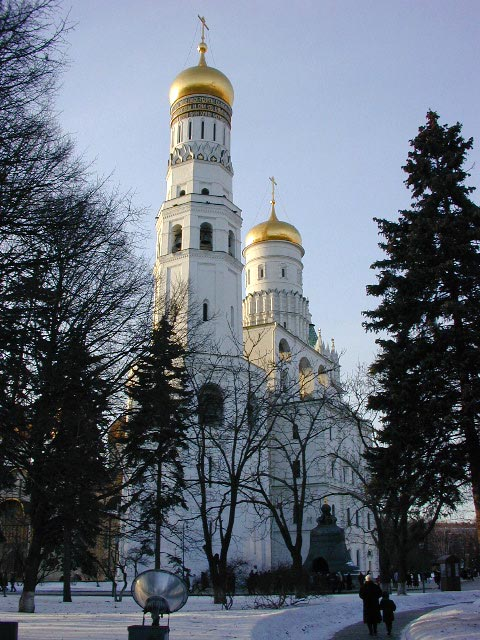
Ivan den stores klocktorn i Kreml, Moskva, Ryssland.

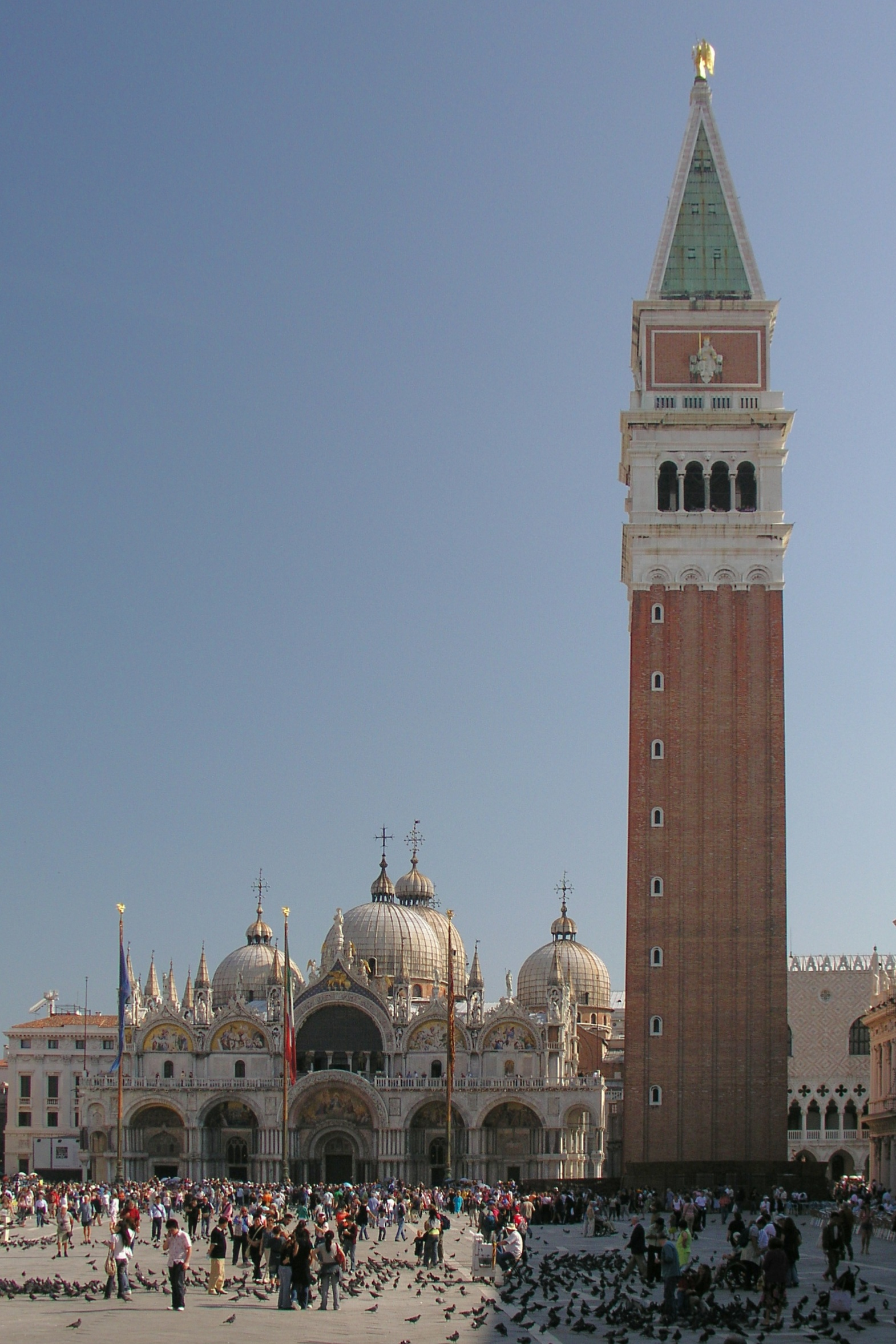
Markuskampanilen i Venedig, Italien.

Ett klocktorn är ett torn för upphängandet av klockor. Det kan innehålla en eller flera klockor, såsom kyrkklockor, slagklockor eller klockspel.
I moderna byggen kan tunga kyrkklockor, slagklockor och klockspel ersättas med mindre metallstänger vilka förstärks elektroniskt och vars ljud förs ut genom högtalare. Även elektriska inspelningar av sådana på magnetband, DVD och minneschips förekommer.
Vid byggandet av klocktorn ska arkitekten ta hänsyn till att de rörliga klockorna i tornets övre del kräver en stabilare konstruktion. När det finns flera klockor i tornet för att spela musik med dessa kallas det klockspel.

## Olika typer av klocktorn
Ett klocktorn är ofta en del av en kyrkobyggnad, och nästan alla torn på eller vid kyrkor – det vill säga kyrktorn – är klocktorn. Det finns även klocktorn för icke-religiösa ändamål, såsom Elizabeth Tower med Big Ben i London eller klocktornet vid Berlins Olympiastadion. Det senare kallas just ”klocktornet”: Glockenturm. Några klocktorn har uppförts som minnesmärken över viktiga händelser i historien. För icke-religiösa ändamål kan klocktorn alltså vara sammankopplade med ett rådhus, stadshus, andra offentliga byggnader och kontor med mera.

## Utbredning och användning
Historiska klocktorn finns i hela Europa, från Irland till Ryssland. Brygge, Ypern, Gent, Lille, Tournai och Douai har berömda exemplar. Alla är dock inte stora exemplar utan kan vara låga konstruktioner, byggda i exempelvis trä; till exempel klockstapeln, såsom klocktornet i Katúň, i Slovakien, en typisk modestare konstruktion som är vanligare på landsbygden. I kejsartidens Kina var det vanligt att klocktorn byggdes i viktigare städer och det mest berömda exemplet är Trum- och klocktornen i Peking.

### Fristående klocktorn
Klocktorn kan också vara helt frikopplade från den byggnad den hör till eller vara en helt självständig byggnad. Det är typiskt för den italienska kampanilen, campanile, det italienska namnet på klocktorn. Kampanil kallas de fristående klocktorn, som finns vid en hel del berömda italienska katedraler. Kampanilerna är ofta mycket höga och ofta alltså mycket högre än vanliga kyrktorn och det har troligen att göra med deras ursprungliga funktion som försvarstorn.

### Beffroier
Speciellt i Belgien och nordligaste Frankrike är klocktorn vanligt vid rådhus, stadshus och en del kyrkor och kallas då på nederländska belfort och på franska beffroi.
Beffroierna i Belgien och Frankrike kan både vara en del av ett stadshus eller vara helt fristående eftersom de från början var ämnade som försvarstorn. Liksom kampanilerna är därför många beffroier ofta mycket höga och många gånger högre än kyrktorn. De kan innehålla både vanliga klockor som rings, ringklockor, liksom klockspel. På medeltiden bevarade städer ofta sina viktiga dokument i klocktornen.
Sådana vanligen mycket höga klocktorn byggs inte längre, eftersom mycket höga försvarstorn i princip blev omoderna när kanonen kom till användning militärt. Men de bevaras av konstnärliga och historiska skäl, eftersom de blivit en viktig del av stadsbilden i många av dessa medeltida nederländska städer.
32 klocktorn av typen "beffroi" i Flandern och Vallonien i Belgien är också sedan 1999 uppsatta på Unescos världsarvslista som ett världsarv. 2005 utökades listan i detta världsarv med en belgisk och ytterligare 23 franska klocktorn.
De flesta av dessa är kopplade till civila byggnader, vanligen stadshus. De står kvar som symboler för den makt dessa städer hade under medeltiden inom handeln. Också ett litet antal klocktorn som står fristående eller i kyrkor finns också med på denna lista och är inte beffroier i egentlig mening..

### Provençalska torn av smidesjärn
I södra Frankrike, särskilt Provence, är det vanligt att den övre delen av klocktornet är av smitt järn. Konstruktionen blir då stark men ändå luftig. Förutom eventuella estetiska värden gör den luftiga strukturen att vindfånget minskar så att den bättre kan stå emot mistralvindarna. Dessutom dämpas inte ljudet från klockan av väggarna och inga luckor behöver öppnas vid ringning. Modellen blev vanlig på 1500-talet.

### Irländska runda torn
På Irland finns också försvarstorn bevarade, de irländska runda tornen.

### Klockstapel
En annan vanlig typ av fristående klocktorn i norra och östra Europa, vanligtvis i trä, är klockstapeln. Den är byggd i form av en träbock, antingen täckt med panel, så kallad täckt klockstapel, eller inte. På grund av denna struktur i form av en bock kallas den "klockstol" (kyrkklockans upphängningsstruktur).

### Moderna urtorn
Klocktorn har ofta urtavlor uppsatta på utsidan av tornet. I en del moderna fall finns uret och urtavlan där utan koppling till någon slagklocka. Detta benämns ibland urtorn (engelska: clock tower, till skillnad mot bell tower; franska: tour-horloge, till skillnad från clocher). Vissa höghus eller skyskrapor är i den meningen också urtorn eller klocktorn; exempel är Kulturpalatset i Warszawa (sedan 2000), NTT Docomo Yoyogi-tornet (sedan 2002) och "klocktornet" i Mekkas byggnadskomplex Abraj al-Bayt (färdigställt 2011). Det finns även enstaka äldre urtorn som urtornet i Graz.

## Användning
Tornen användes alltså (se föregående avsnitt) enligt etymologin ursprungligen i försvarssyfte som försvarstorn, där klockorna ursprungligen användes som alarmsignal. Senare har de använts för att mäta tiden genom slagklockor och timklockor, liksom i kyrkor för olika religiösa ändamål, som olika religiösa högtider och olika slags gudstjänster, såsom bland annat bröllop.
Klocktorn kan också innehålla klockspel, ibland jämsides med vanliga klockor. Dessa kan vara manuella eller digitala. De manuella kopplas genom kablar och trådar till ett klaviatur i trä, ibland både för fötter och händer (pedal och manualer). De digitala kan vara automatiska och kopplade till en dator, liksom vara kopplade till en keyboard.
Klockspel finns i många kyrkor i Europa liksom vid vissa traditionella college- och universitetscampus.

## Bilder

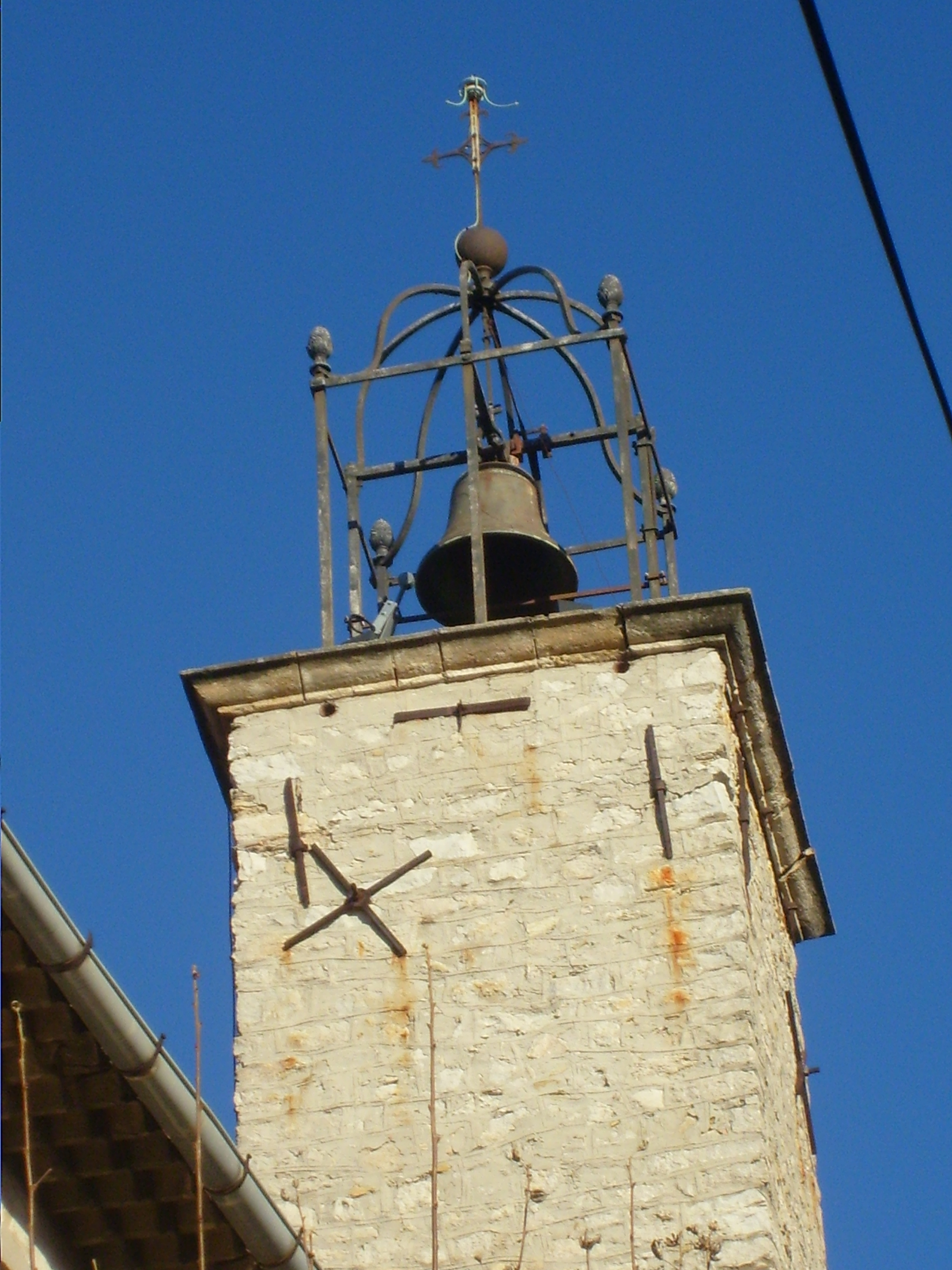
Provensalskt torn av smitt järn, La Cadiere.
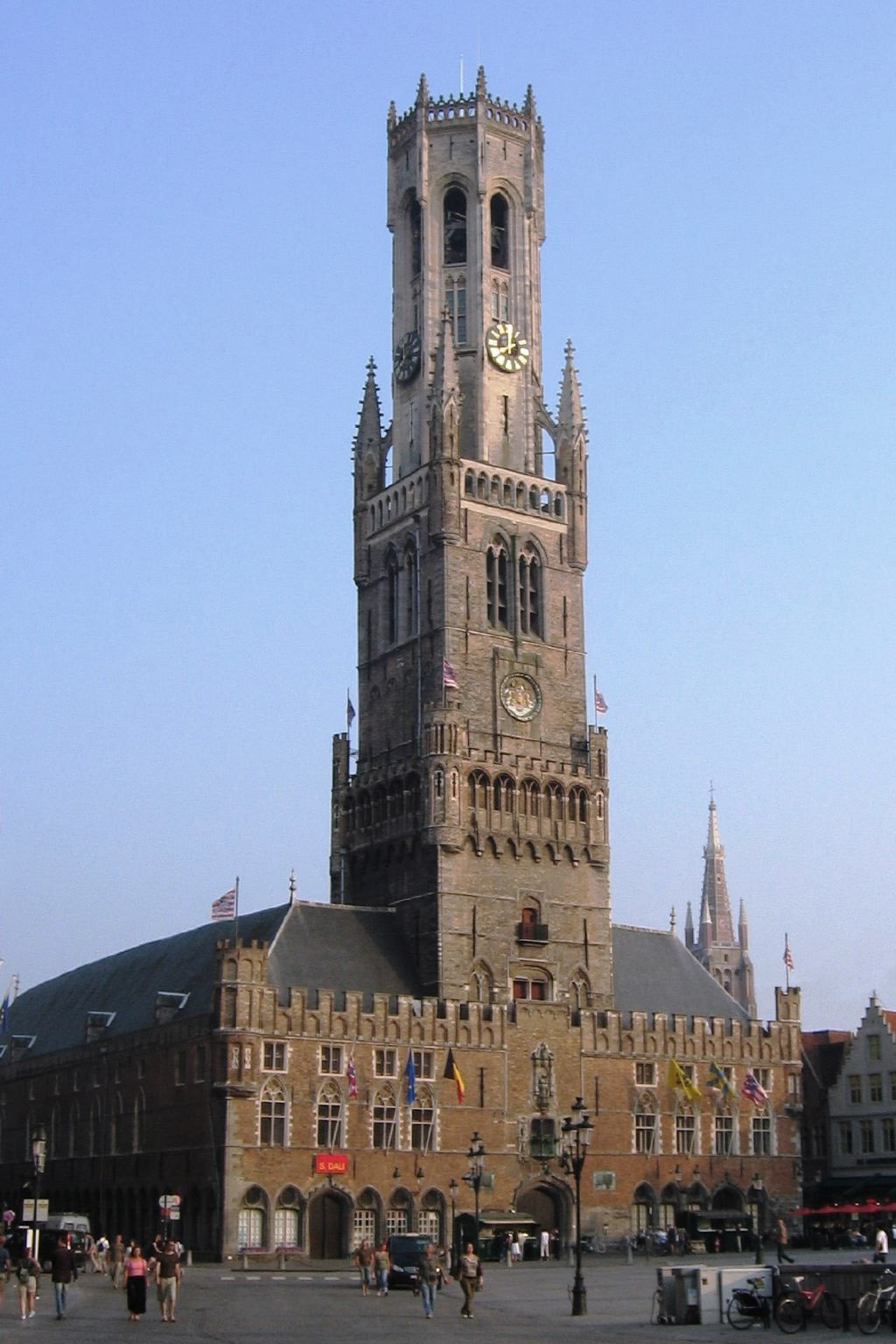
Beffroin i Brygge.
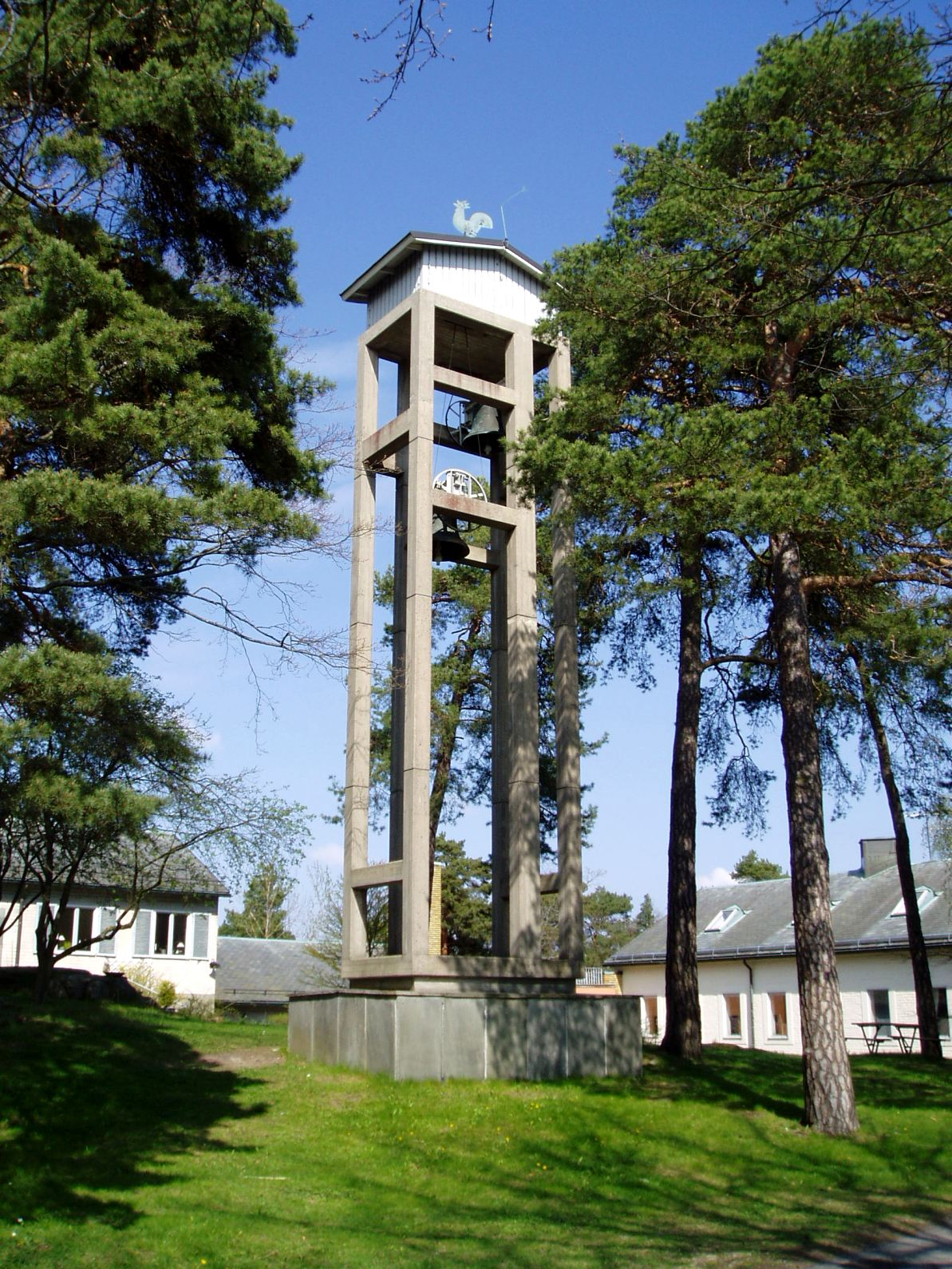
Klocktornet vid Ängby kyrka, Stockholm.
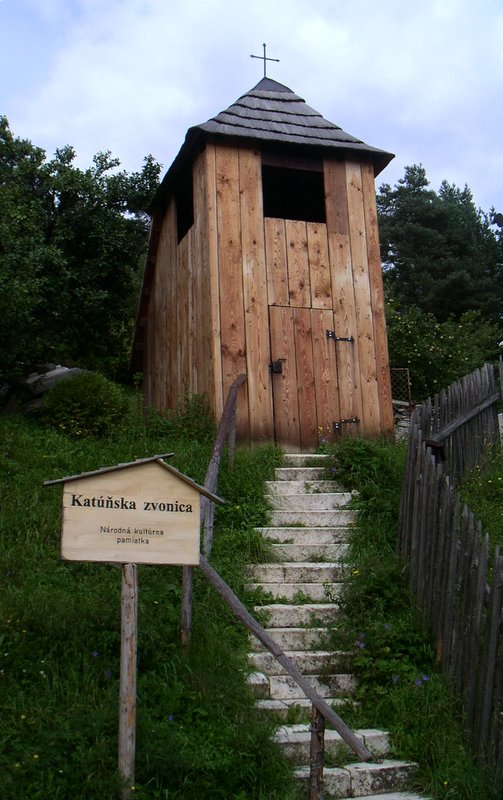
Klocktorn i trä i Katúň, Slovakien.
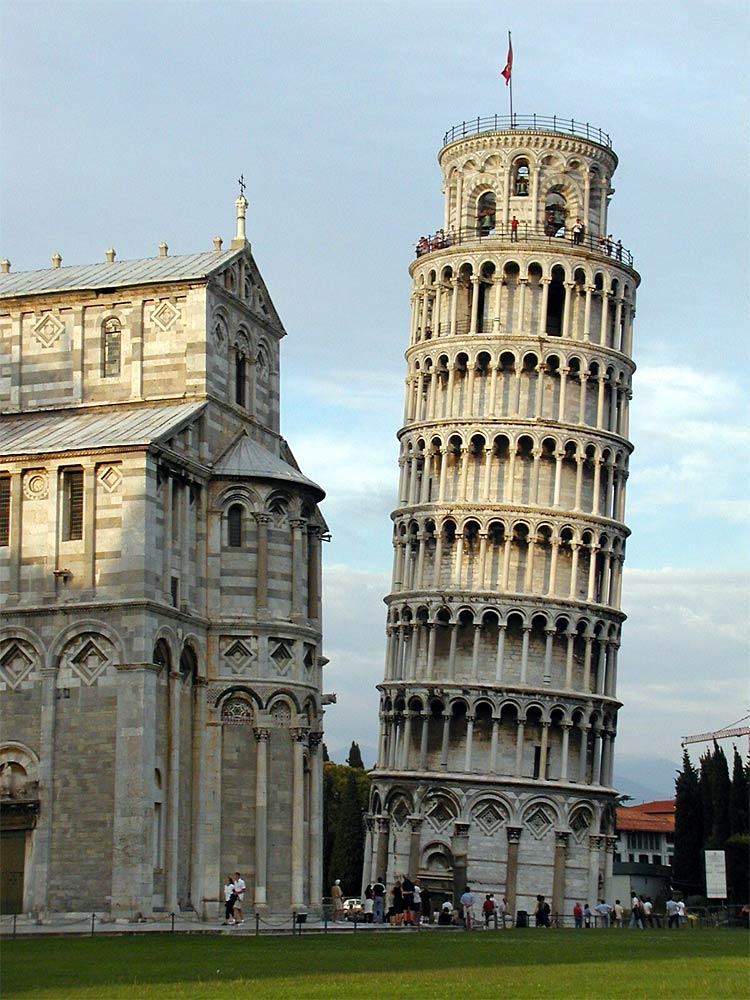
Lutande tornet i Pisa, Italien.
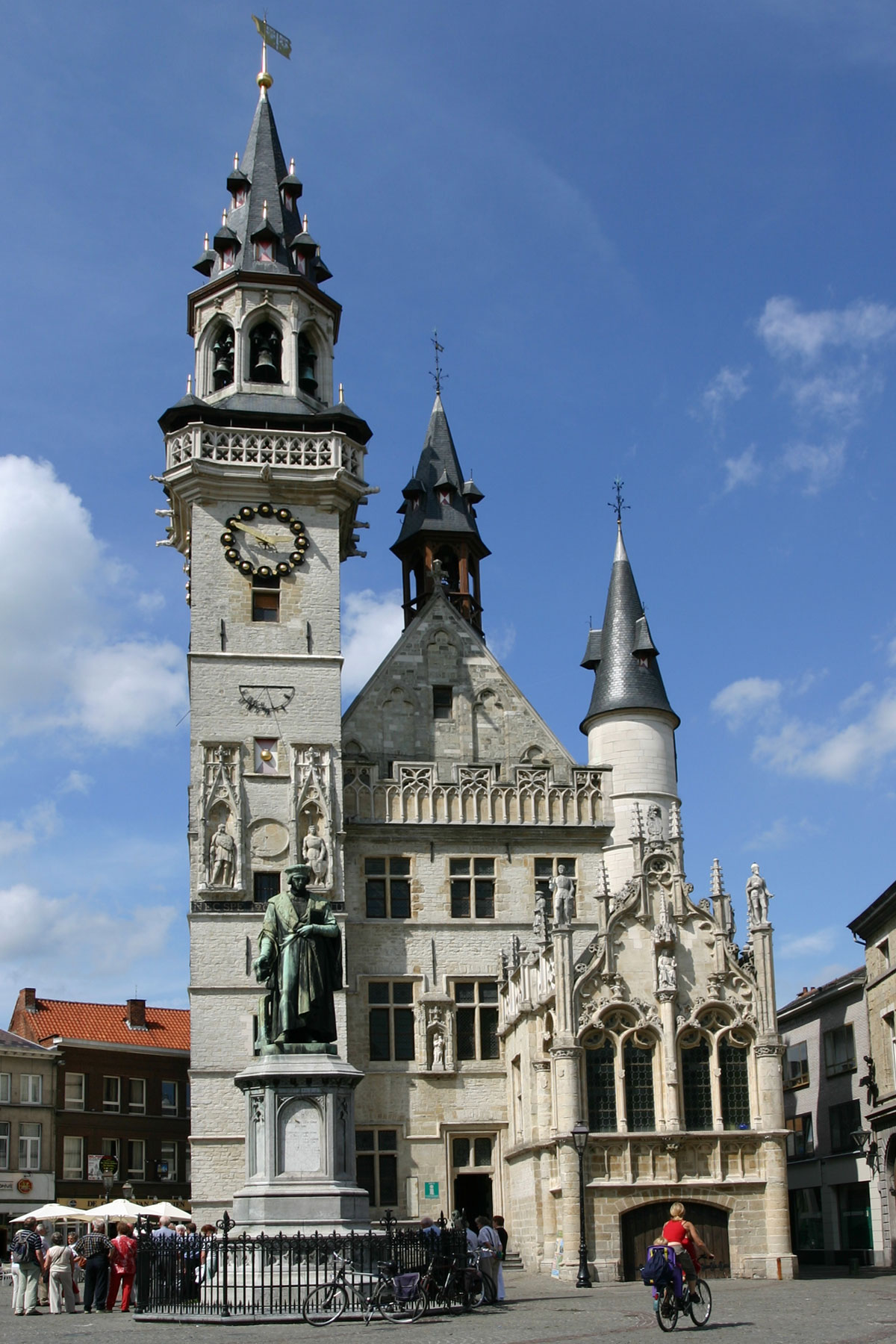
Beffroin i Aalst.
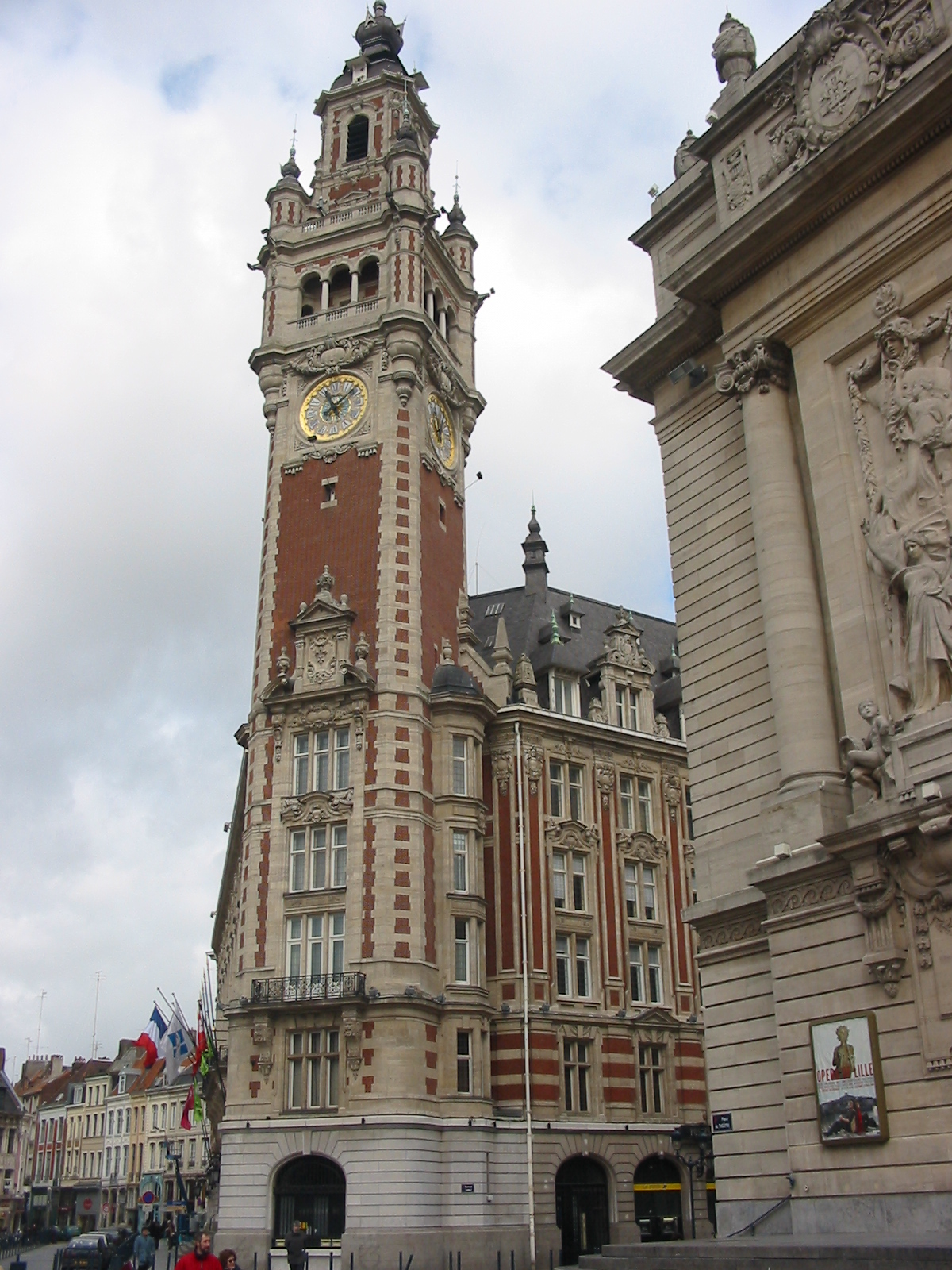
Beffroin i Lille.
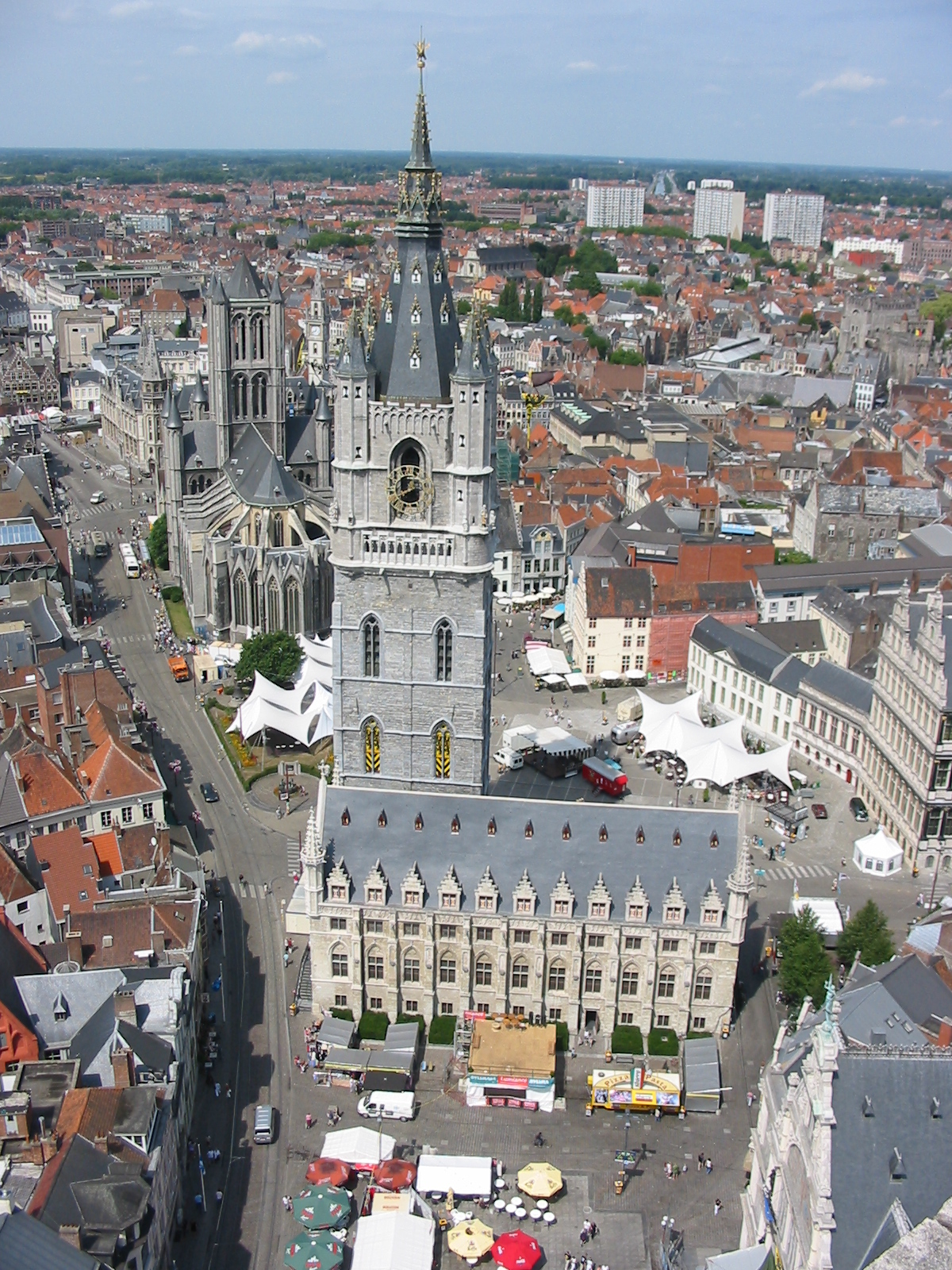
Beffroin i Gent, Belgien.
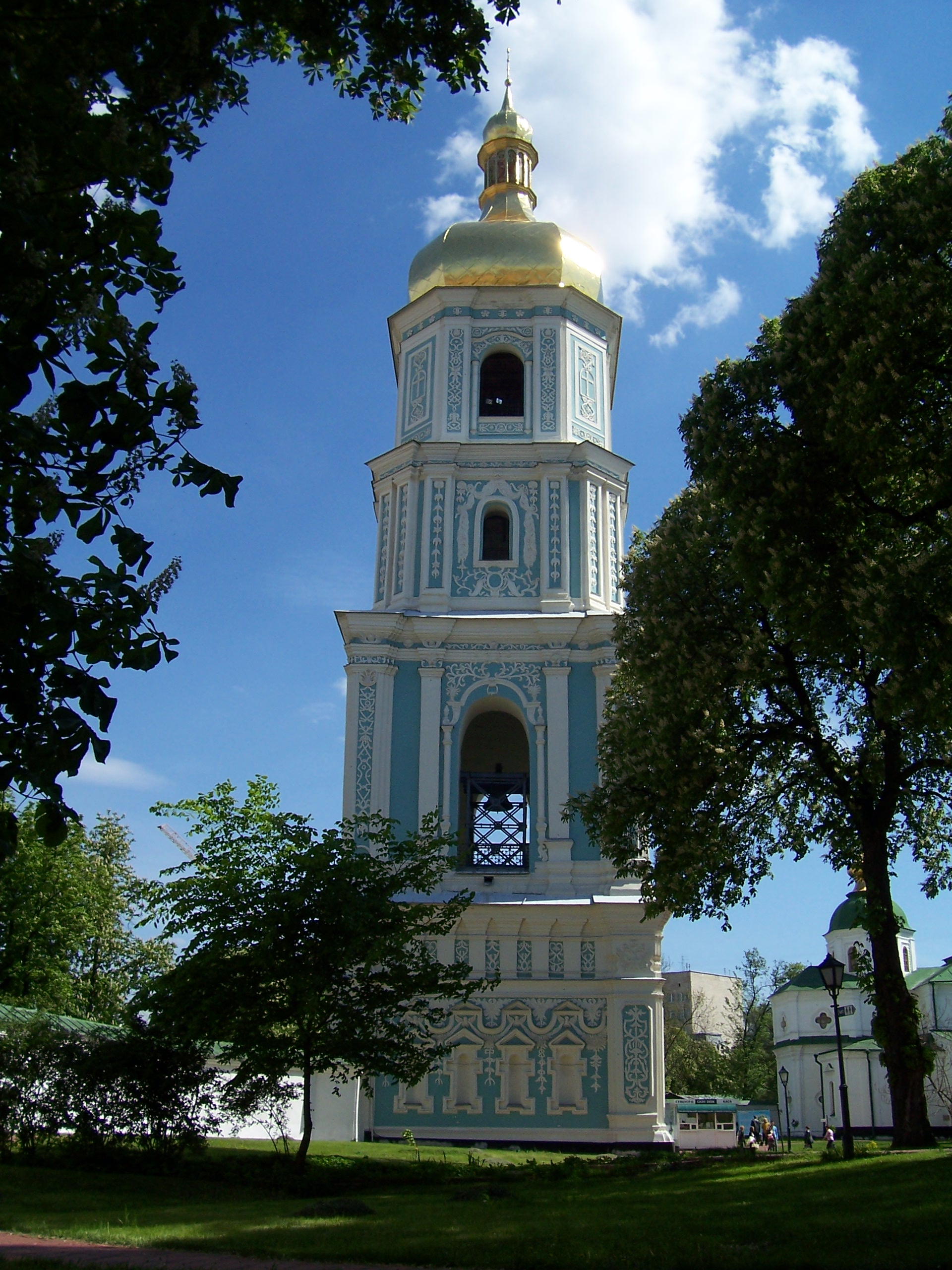
Klocktornet som hör till Sofiakatedralen i Kiev, Ukraina.
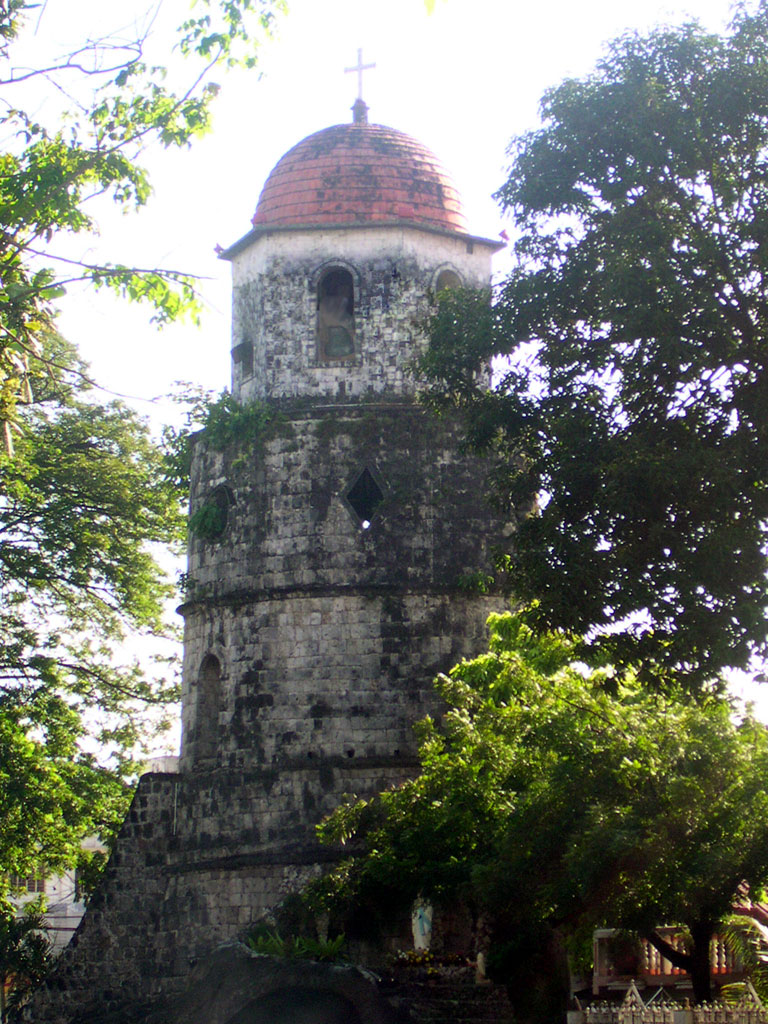
Klocktorn i Dumaguete City.
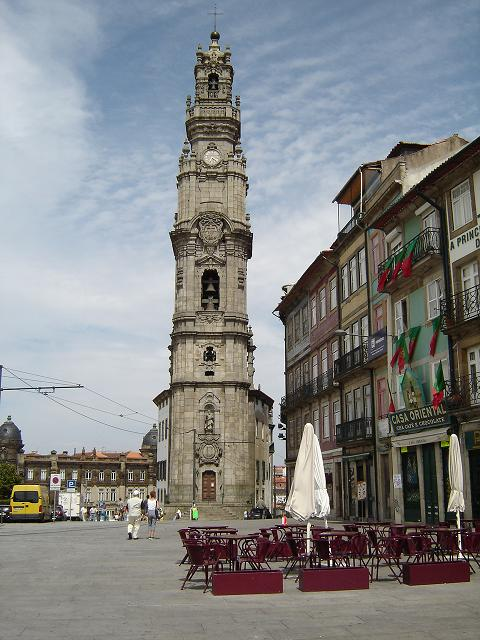
Torre dos Clérigos.
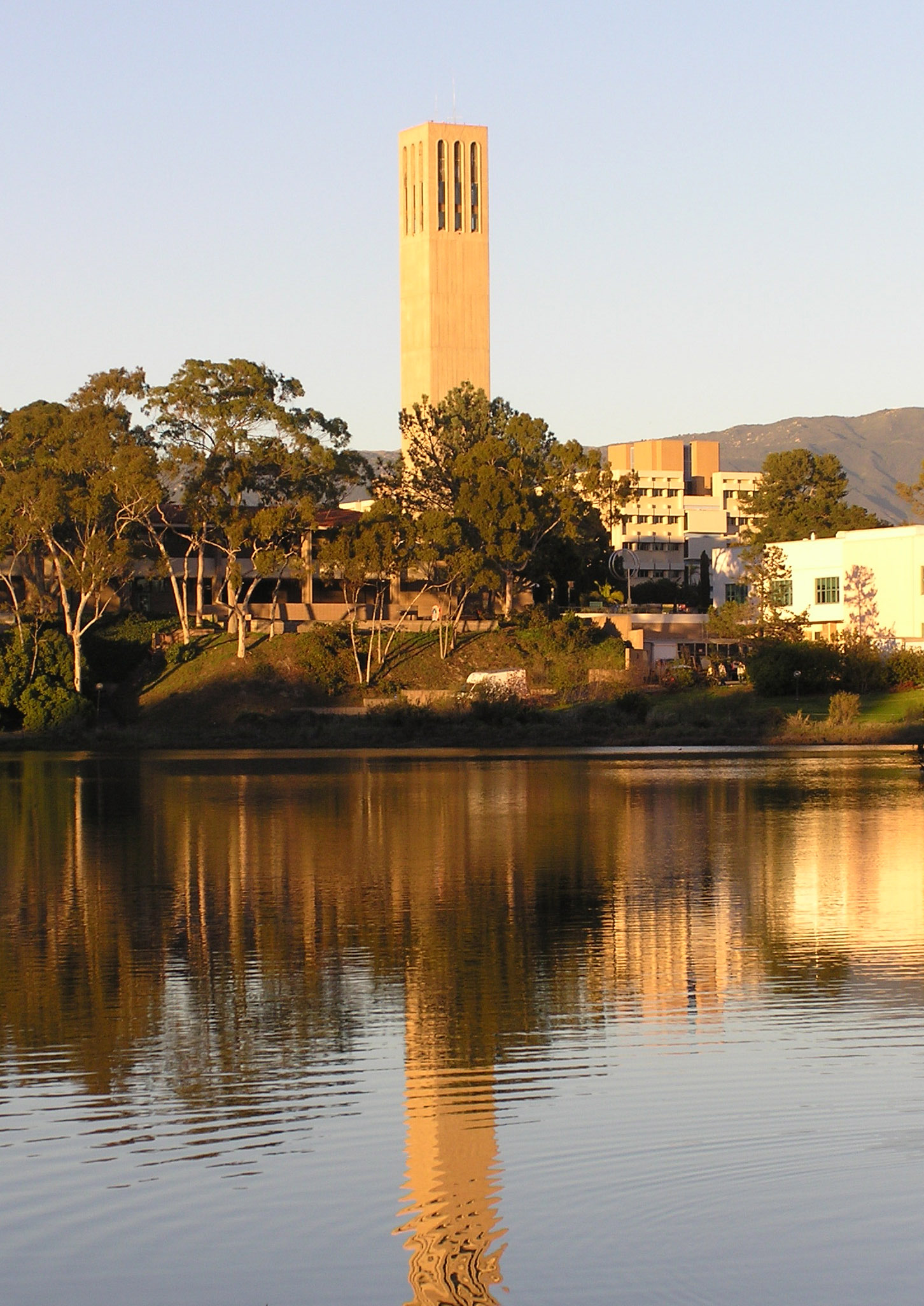
Storke Tower vid University of California i Berkeley.
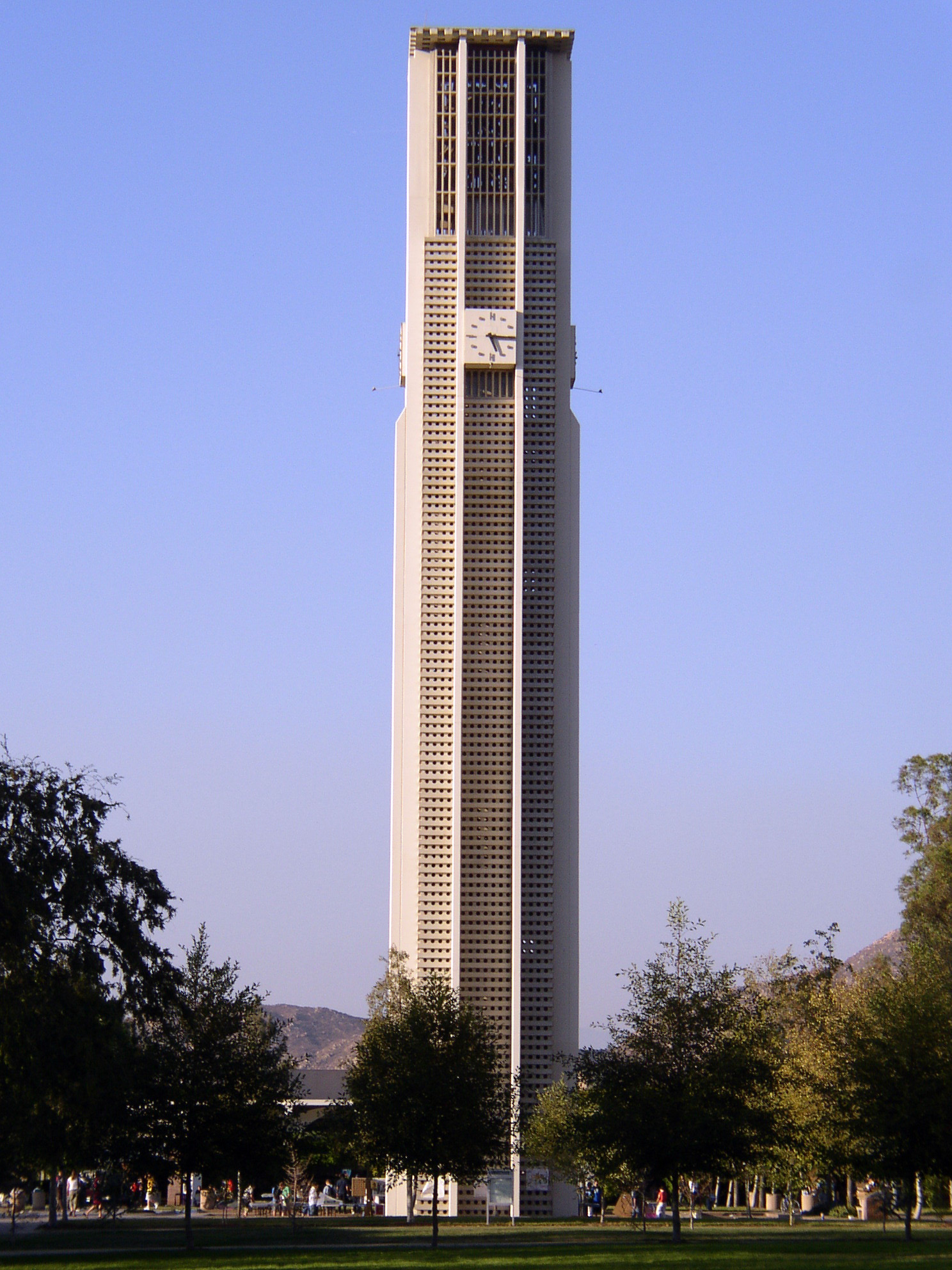
Klocktornet vid University of California i Riverside.
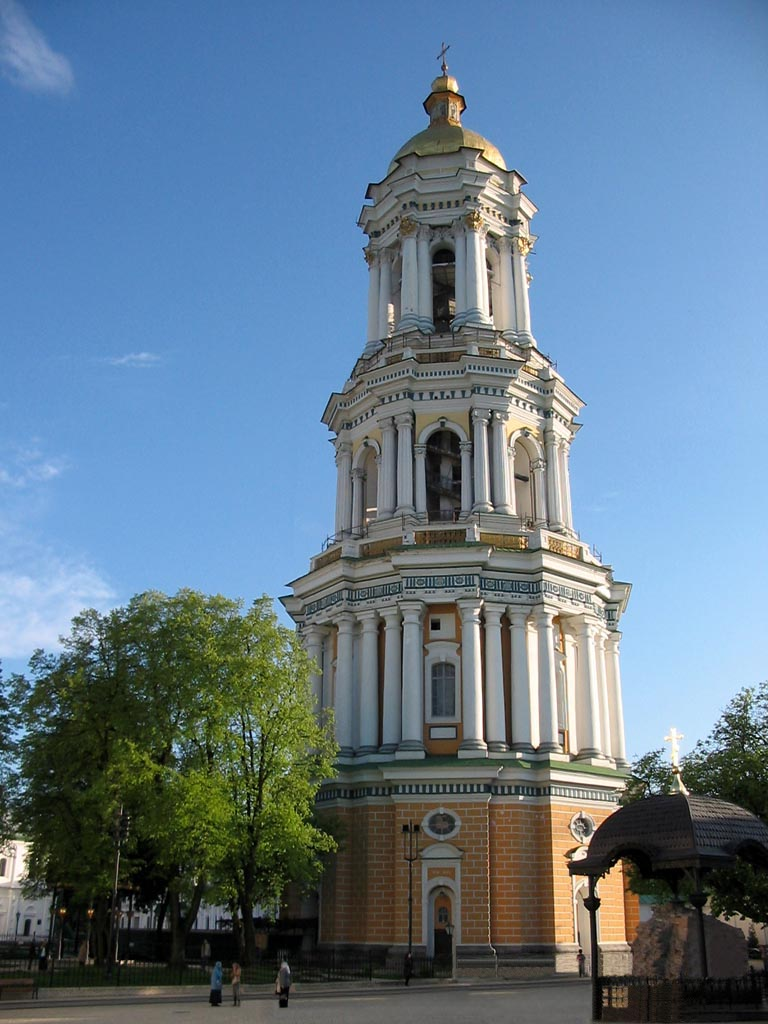
Klocktornet vid grottklostret i Kiev, Ukraina.
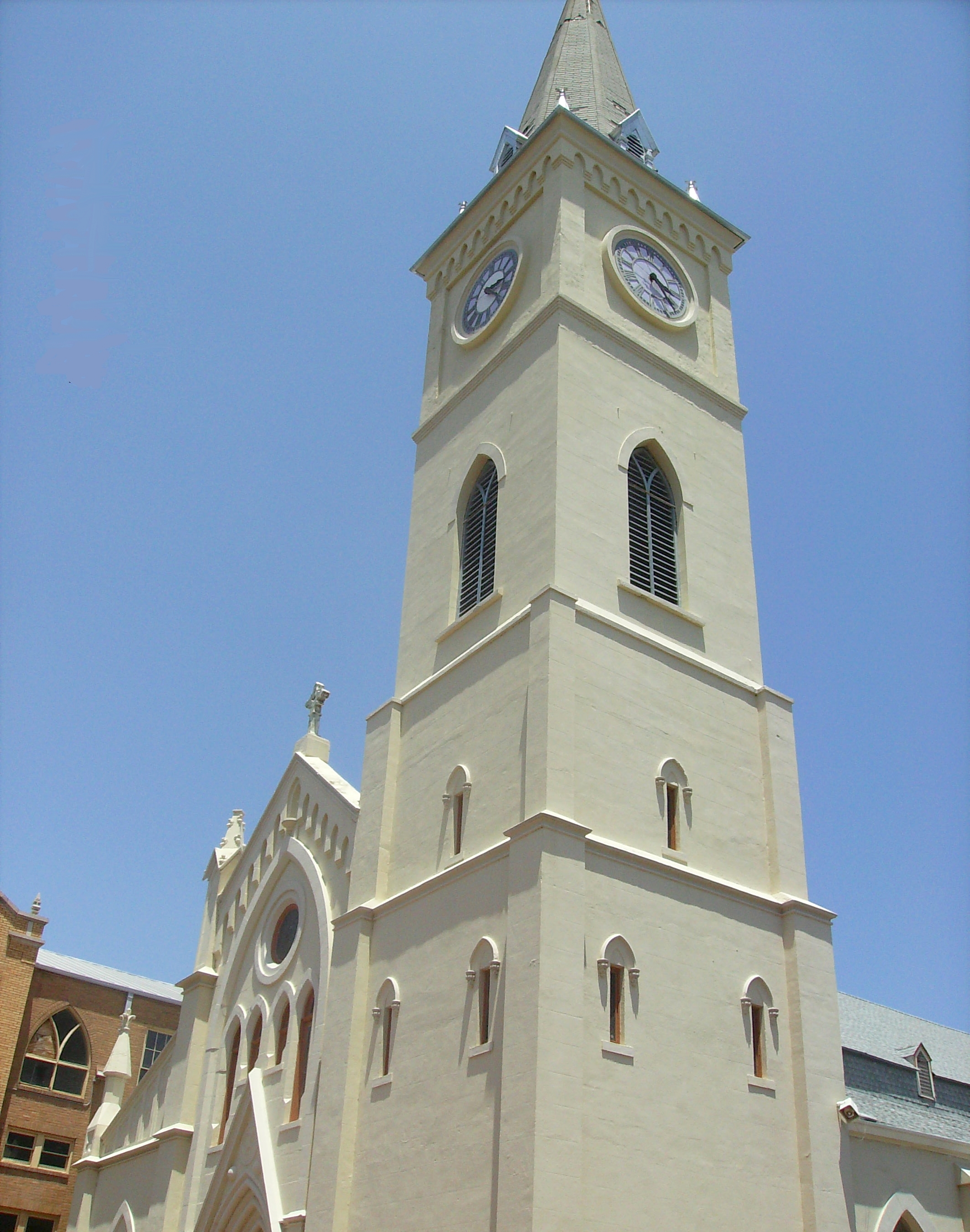
Klocktornet vid Cathedral of San Agustin i Laredo, Texas, USA.
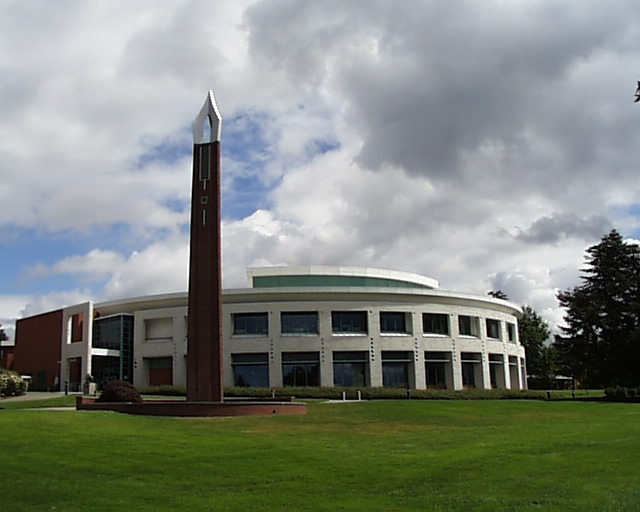
Klockspelstornet vid Clark College i Vancouver, Washington, USA.
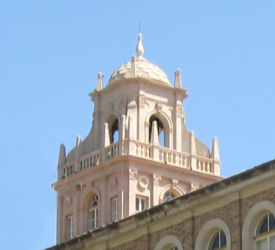
Administrationsbyggnadens västra klocktorn vid Texas Tech University, Texas tekniska universitet i Lubbock, Texas, USA.
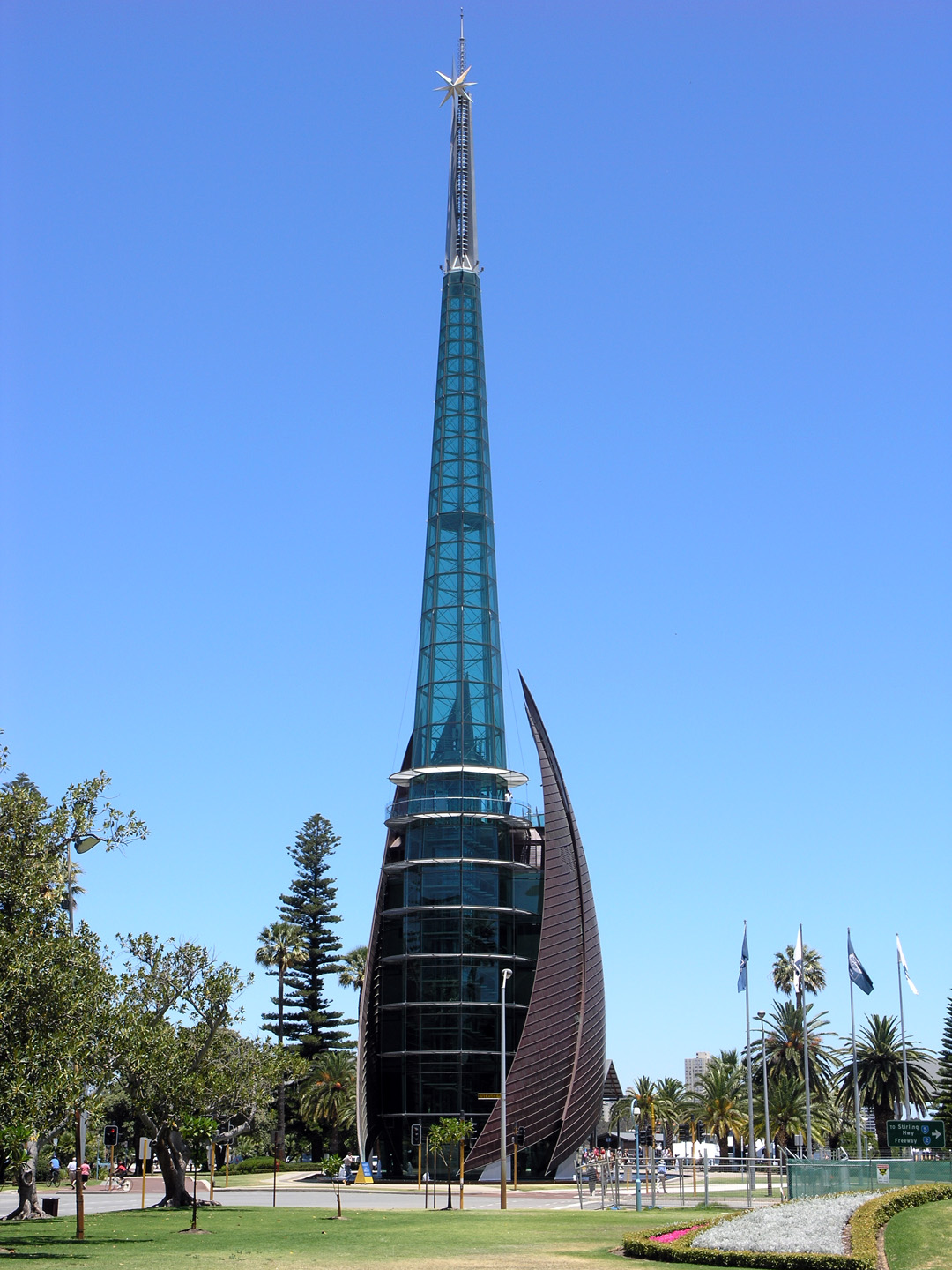
Klocktornet med Swan Bells "svanklockorna" i Perth, Western Australia, Australien.
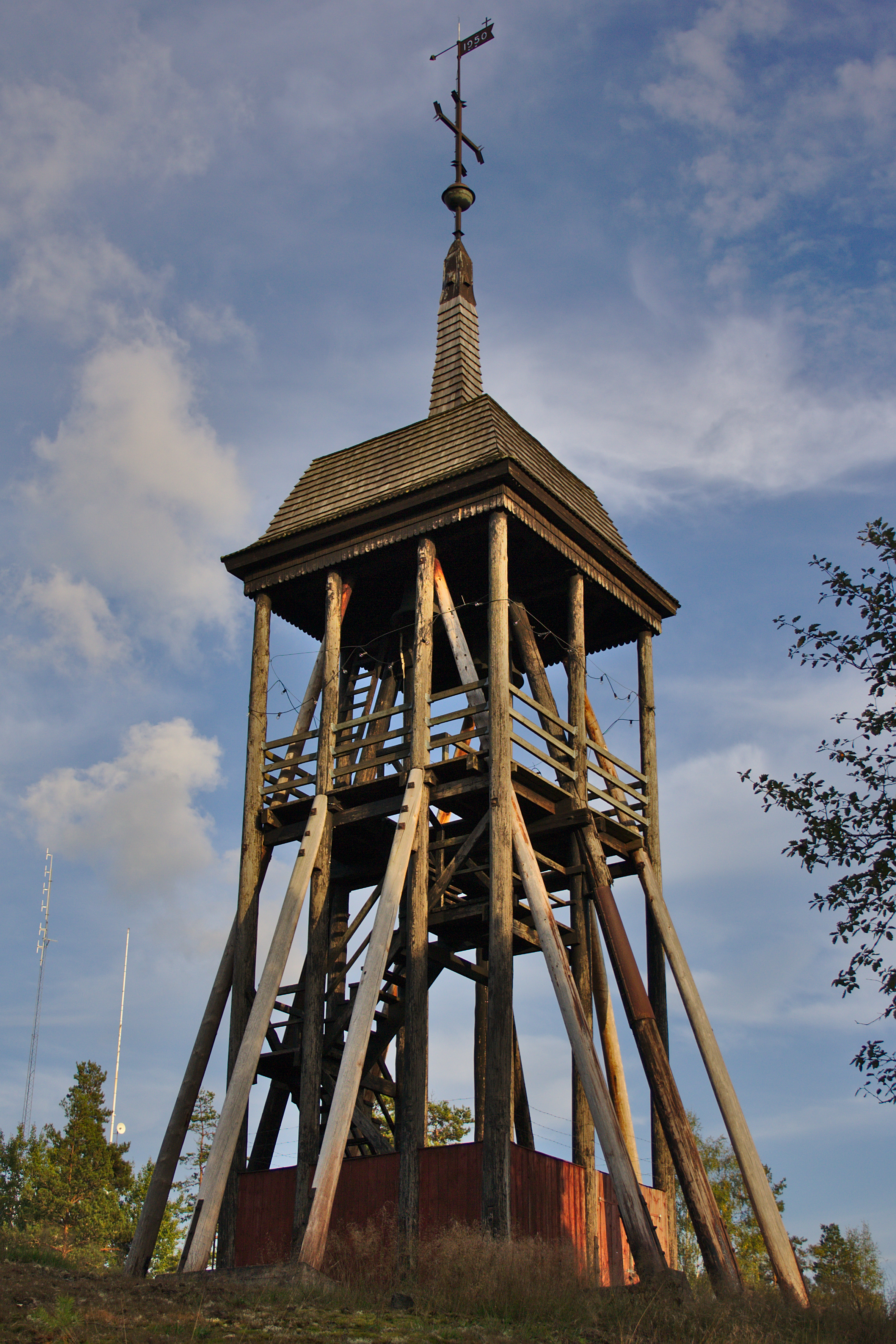
Klocktornet i Berga kyrka, Kalmar län.
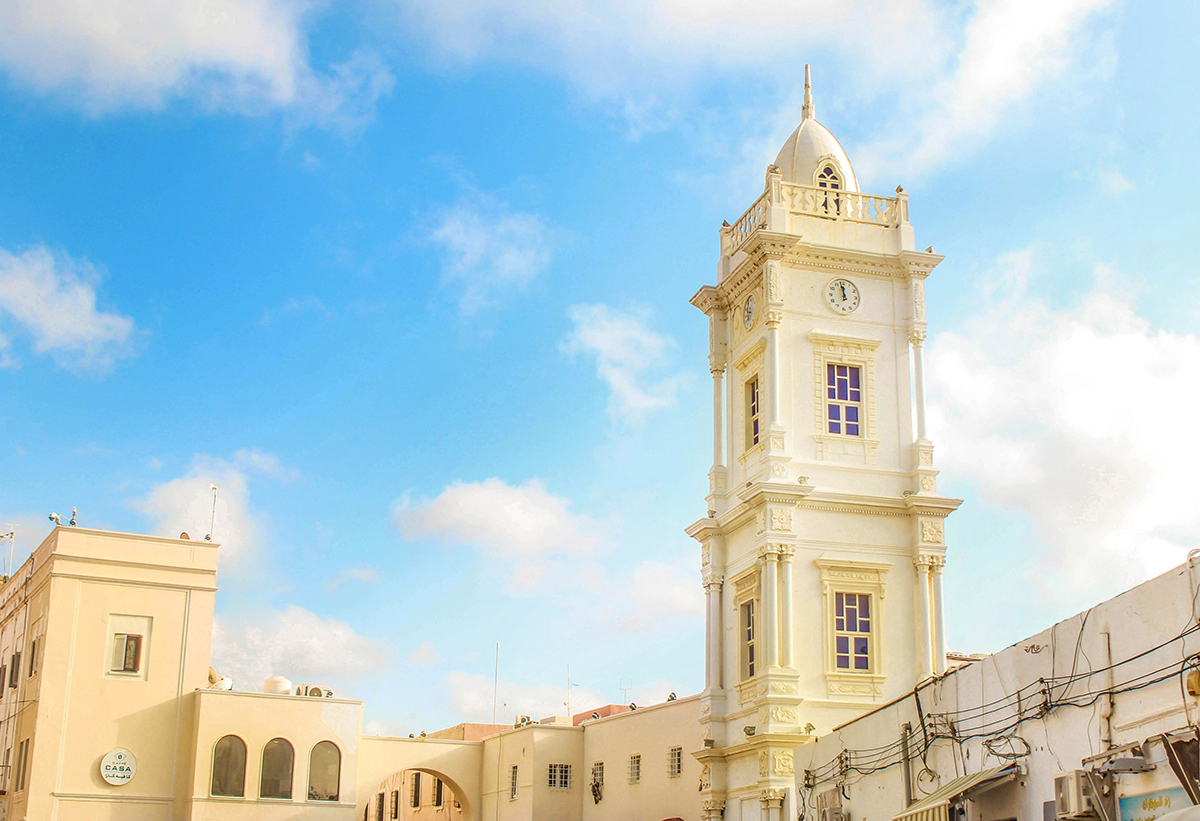
Klocktornet i gamla stan i Tripoli, Libyen.

## Externalänkar
- Wikimedia Commons har media som rör Klocktorn.
- Om kampanilen vid University of California, Berkeley
- Om beffroierna i Belgien och Frankrike Unescos hemsida
- Om beffroierna i Belgien och Frankrike (på franska)
- Ett klocktornskapell

Den här artikeln är helt eller delvis baserad på material från engelskspråkiga Wikipedia.